# مقاطعة أواتشيتا (لويزيانا)
مقاطعة أواتشيتا (بالإنجليزية: Ouachita Parish, Louisiana)‏ هي إحدى مقاطعات ولاية لويزيانا في الولايات المتحدة. تأسست سنة 1807، وتبلغ مساحتها 1639 كم2، بلغ عدد سكانها 153720 نسمة في عام 2010 حسب إحصاء مكتب تعداد الولايات المتحدة وتصل الكثافة السكانية فيها 93 نسمة/كم2.

## أعلام
- روبرت وليامز
- روبرت وليامز
- ويليام وود فارمر

## وصلات خارجية
- United States Counties